# Hans von Boineburg-Lengsfeld
Hans von Boineburg-Lengsfeld (9 de junho de 1889 - 20 de novembro de 1980) foi um oficial alemão que serviu durante a Segunda Guerra Mundial. Foi condecorado com a Cruz de Cavaleiro da Cruz de Ferro.

## Condecorações
| Cruz de Ferro 2ª Classe                                |
| Cruz de Ferro 1ª Classe                                |
| Cruz de Cavaleiro da Cruz de Ferro 19 de julho de 1940 |